# Trung Thuyên
Trung Thuyên (tiếng Trung: 中銓; 1892 – 1939) là một hoàng thân của nhà Thanh trong lịch sử Trung Quốc, người thừa kế 1 trong 12 tước vị Thiết mạo tử vương.

## Cuộc đời
Trung Thuyên sinh vào ngày 17 tháng 4 (âm lịch) năm Quang Tự thứ 18 (1892), trong gia tôc Ái Tân Giác La. Ông là con trai trưởng của Duệ Kính Thân vương Khôi Bân, mẹ ông là Trắc Phúc tấn Vương Giai thị (王佳氏).
Năm Quang Tự thứ 28 (1902), tháng 2, ông được ban thưởng Linh chi Hà Định (翎支瑕定). Năm Dân Quốc thứ 3 (1915), tháng 2, phụ thân ông qua đời, ông được thế tập tước vị Duệ Thân vương đời thứ 13. Mặc dù lúc này nhà Thanh đã sụp đổ nhưng theo "Điều kiện ưu đãi của Hoàng thất" trong ký kết giữa chính quyền và nhà Thanh, ông vẫn được tập tước. Sau đó, ông cùng em trai chỉ ham hưởng lạc, gia tộc từ đó hoàn toàn suy tàn, gia cảnh bần cùng.
Năm 1939, ông qua đời khi đang bị giam trong ngục, thọ 48 tuổi, không được ban thụy. Theo luật, cháu trai của ông là Di Niên (頤年) (hay Kim Ký Thủy) - con trai trưởng của Trung Minh (中銘) - em trai ông, sẽ được tập tước nhưng Di Niên từ chối. Ông là vị Duệ Thân vương cuối cùng trong lịch sử nhà Thanh, dù khi ông tập tước, nhà Thanh đã sụp đổ, tước vị cũng không còn ý nghĩa.

## Gia quyến
- Đích Phúc tấn: Bác Nhĩ Tế Cát Đặc thị (博尔济吉特氏), con gái của Tái Âm Nặc Nhan bộ Tả mạt kỳ Trát Tát Khắc Hòa Thạc Thân vương Na Ngạn Đồ (那彦图), hậu duệ Siêu Dũng Thân vương Sách Lăng.